# Dynoides artocanalis
Dynoides artocanalis là một loài chân đều trong họ Sphaeromatidae. Loài này được Nunomura miêu tả khoa học năm 1997.